# Henri Foreau
 (juillet 2025).
La mise en forme du texte ne suit pas les recommandations de Wikipédia : il faut le « wikifier ».
Les points d'amélioration suivants sont les cas les plus fréquents. Le détail des points à revoir est peut-être précisé sur la page de discussion.
- Les titres sont pré-formatés par le logiciel. Ils ne sont ni en capitales, ni en gras.
- Le texte ne doit pas être écrit en capitales (les noms de famille non plus), ni en gras, ni en italique, ni en « petit »…
- Le gras n'est utilisé que pour surligner le titre de l'article dans l'introduction, une seule fois.
- L'italique est rarement utilisé : mots en langue étrangère, titres d'œuvres, noms de bateaux, etc.
- Les citations ne sont pas en italique mais en corps de texte normal. Elles sont entourées par des guillemets français : « et ».
- Les listes à puces sont à éviter, des paragraphes rédigés étant largement préférés. Les tableaux sont à réserver à la présentation de données structurées (résultats, etc.).
- Les appels de note de bas de page (petits chiffres en exposant, introduits par l'outil «  Source ») sont à placer entre la fin de phrase et le point final[comme ça].
- Les liens internes (vers d'autres articles de Wikipédia) sont à choisir avec parcimonie. Créez des liens vers des articles approfondissant le sujet. Les termes génériques sans rapport avec le sujet sont à éviter, ainsi que les répétitions de liens vers un même terme.
- Les liens externes sont à placer uniquement dans une section « Liens externes », à la fin de l'article. Ces liens sont à choisir avec parcimonie suivant les règles définies. Si un lien sert de source à l'article, son insertion dans le texte est à faire par les notes de bas de page.
- La présentation des références doit suivre les conventions bibliographiques. Il est recommandé d'utiliser les modèles {{Ouvrage}}, {{Chapitre}}, {{Article}}, {{Lien web}} et/ou {{Bibliographie}}. Le mode d'édition visuel peut mettre en forme automatiquement les références.
- Insérer une infobox (cadre d'informations à droite) n'est pas obligatoire pour parachever la mise en page.

Pour une aide détaillée, merci de consulter Aide:Wikification.
Si vous pensez que ces points ont été résolus, vous pouvez retirer ce bandeau et améliorer la mise en forme d'un autre article.
 (novembre 2024).
Pour les articles homonymes, voir Foreau.

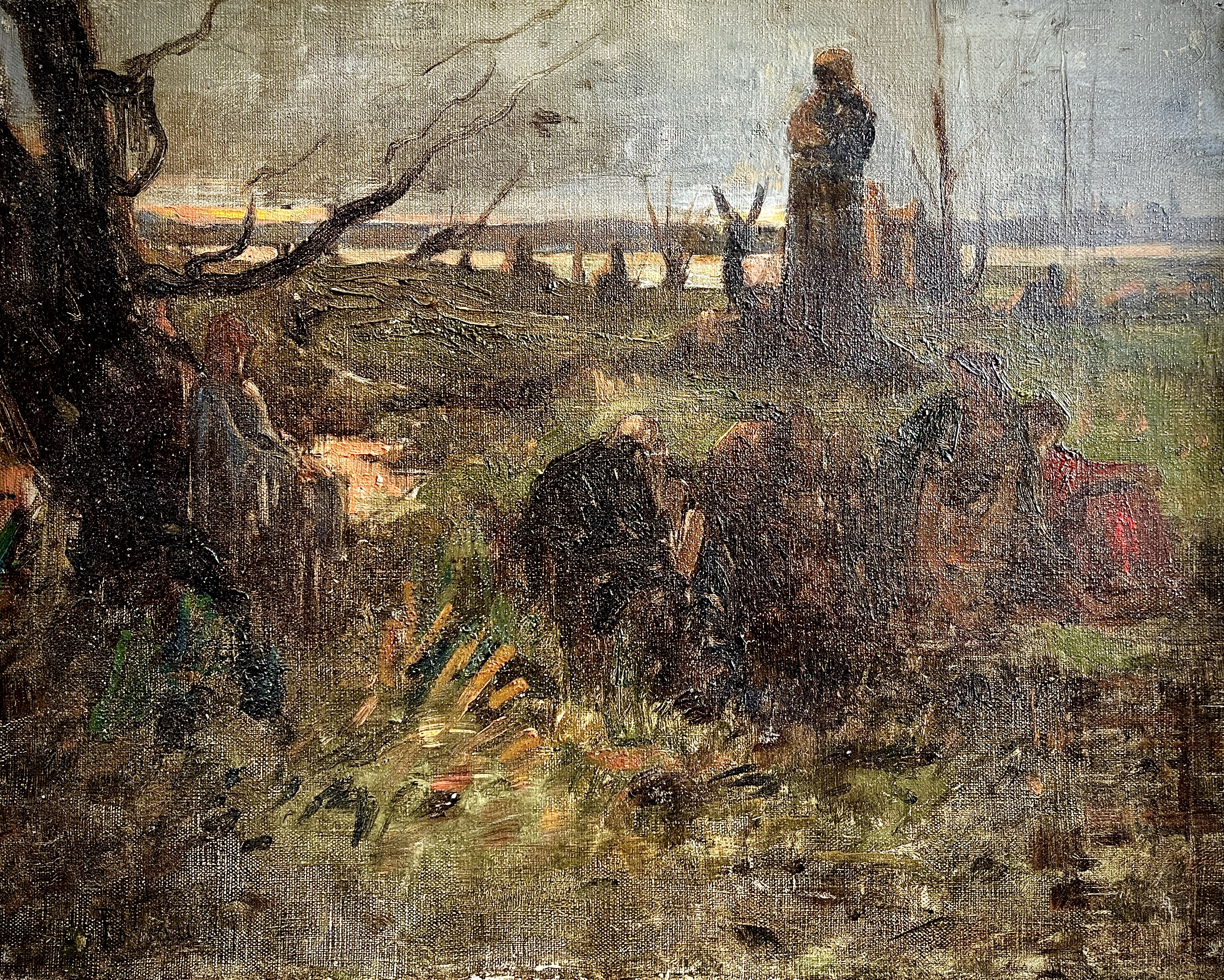
La tentation du Christ, 1889, huile sur toile, 33 x 41 cm. Collection privée.

Henri Foreau, né le  19 février 1866 à Paris et mort dans la même ville le 1er avril 1938, est un peintre paysagiste français.

## Biographie

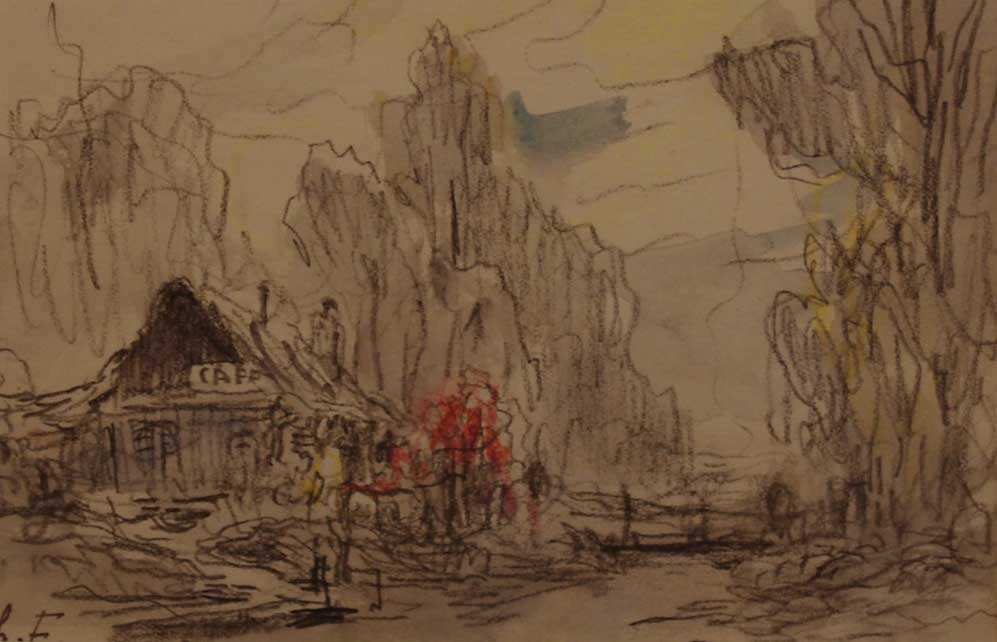
Dessin préparatoire, non sourcé.

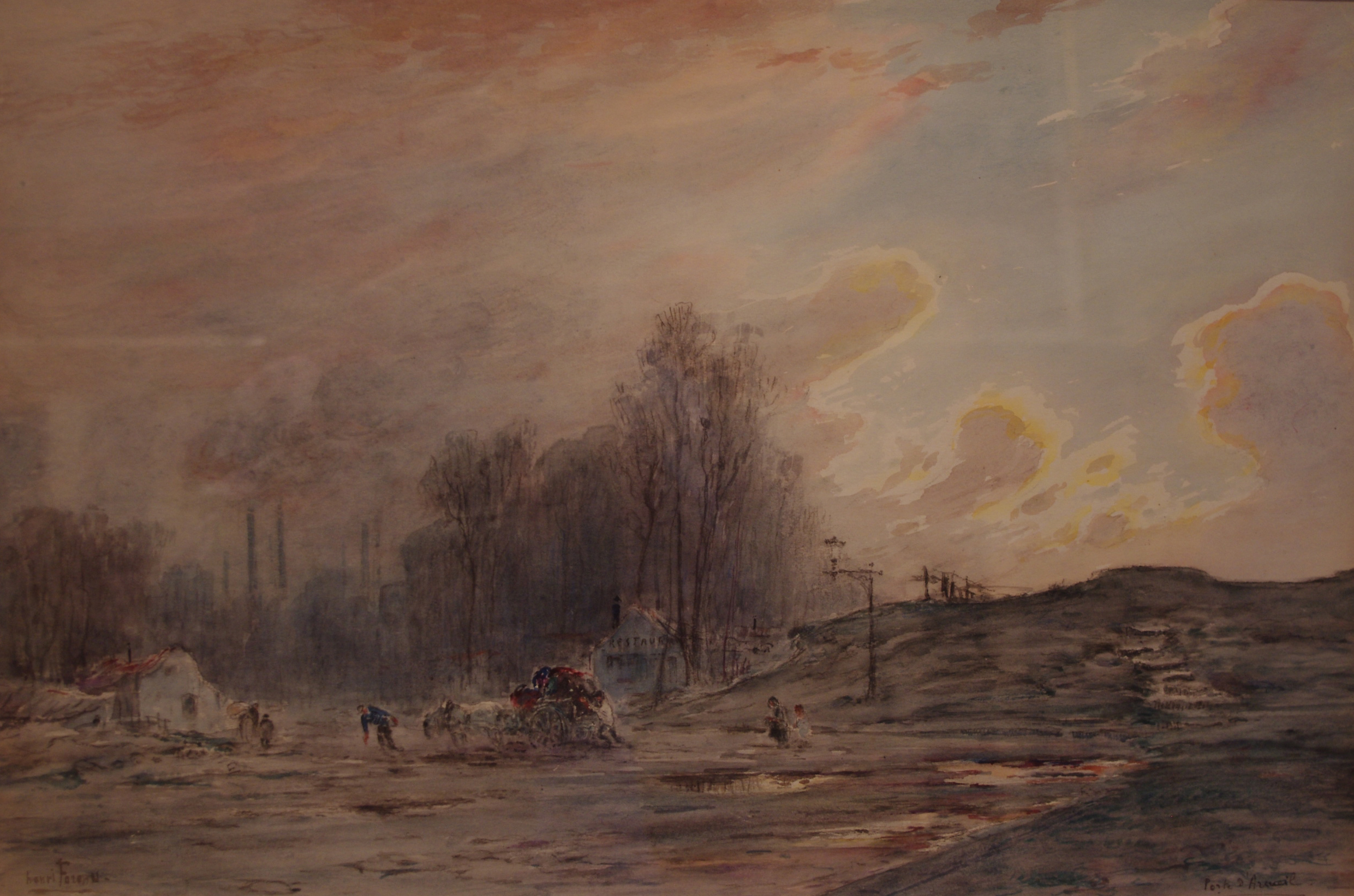
Aquarelle de la Porte d'Arcueil, non sourcée.

Henri Foreau est né le 19 février 1866 à Paris et mort à Paris le 1er avril 1938 dans son domicile du 16e arrondissement où il passa toute sa vie. Dans cet immeuble familial, rue Lauriston, il installera son atelier et décorera sa salle à manger de médaillons peints a tempera d'inspiration mythologique propre au goût de l'époque.
En 1876 il entre au lycée Fontanes, l'actuel lycée Condorcet, qui est alors le vivier de futurs hommes de lettres et d'artistes issus de la bourgeoisie de cette fin du XIXe siècle. Après de brillantes études, il obtient son baccalauréat en 1884, il entre  à l'Académie Julian où il est le disciple de Jules Lefèbvre et de Tony Robert-Fleury. Il y côtoie notamment le peintre paysagiste nemourien Ernest Marché, à qui il donne deux peintures actuellement conservées au Château-Musée de Nemours.
En 1888 il est admis aux Beaux-Arts présenté par Gustave Boulanger et a comme maîtres Jules Lefebvre, Luc-Olivier Merson et surtout Henri Harpignies qui sera son témoin de mariage le 7 avril 1897 à la mairie du 16e arrondissement et avec qui il sera lié d'une amitié sans faille jusqu'à sa mort.
Jean-Jacques Henner par des attaches communes suivra aussi sa carrière.
Il manque de peu le prix de Rome mais il obtient le Premier prix du paysage Jauvin d'Attainville. L'École Nationale des Beaux Arts possède deux esquisses de Foreau dans sa collection : La visitation (novembre 1889) et Le corps de Virginie exposé devant la tribune (janvier 1890). Il obtient une médaille en 1892 avec une œuvre retenue par l'État, La douleur d'Orphée.
Il expose au Salon des Artistes français dès 1888.
Il a rapidement tous les honneurs et il sera très tôt membre du jury puis membre du comité.
Sa révélation au sein de ce milieu artistique officiel est très rapide.
Il sera président des Paysagistes français.
Il est fait chevalier de la Légion d'honneur en 1911.
Il participe activement à cette vie littéraire et artistique de la fin du XIXe siècle et du début du XXe siècle, et il noue de nombreuses amitiés dans ce milieu foisonnant de l'époque : Théodore Botrel, Jacques Crepet, spécialiste de Charles Baudelaire, le cercle de Juliette Adam, Joseph et Jean-Baptiste Noulens, Louis Hourticq, Jules Clarétie, Emile Garçon, père de Maurice Garçon, André Devambez et parmi les peintres : Léon Félix, Antonio de la Gandara, Eugène Béjot, Edgar Maxence, Jules Adler, Victor Charreton, Étienne Moreau-Nélaton.
En 1903 naît son fils, Claude Foreau, qui deviendra lui aussi peintre.
Il voyage beaucoup à travers la France pour saisir de nouveaux paysages et à travers l'Italie et l'Europe du Nord ainsi que l’Égypte et la Grèce.
C'est un collectionneur avisé comme en témoigne un carnet d'adresses réservé aux antiquaires et amateurs éclairés contactés dans ses voyages.
Il expose à la galerie Obach à Londres en 1908 pour une exposition personnelle (56 œuvres), en 1909 aux États-Unis à Seattle, puis en 1910 à Buenos Aires en Argentine.
Il exposera à la galerie Hector Brame en 1924,à la galerie Graat, fréquemment au Cercle Volney, à la galerie Georges Petit dès 1914 et jusqu'en 1928. C'est dans celle-ci qu'il fait sa première exposition particulière en 1922 avec 85 œuvres. Il figure dans des expositions au Brésil en 1914, à Barcelone en 1917 et à San Francisco en 1915.
Il participe au "Panthéon de la Guerre", retrouvé à Kansas City, en souvenir de la guerre de 1914-1918 où s'illustrent les grands noms de l'époque pour la construction de cette œuvre immense et commune qui sera exposée rue de l'Université puis partira définitivement aux États-Unis. Il y peindra plus particulièrement les ciels, les paysages et les champs de bataille.

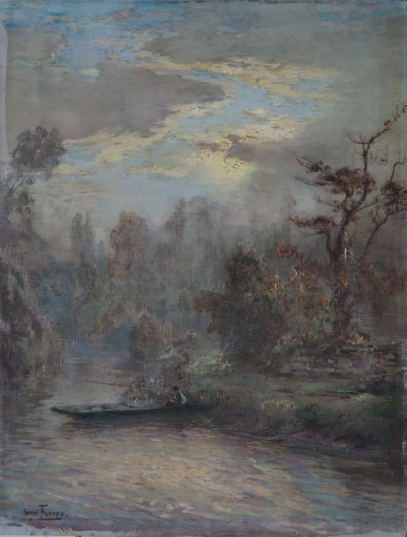
Matinée, huile sur toile, 48 x 37 cm. Nemours, Château-Musée, 1912.39.1

Après sa mort, la guerre fait échouer le projet d'une rétrospective.
Un amateur japonais a enrichi sa collection particulière de trente huit aquarelles en 1971.
La galerie Les Oréades, à Paris et à Toulouse, a présenté quelques-unes de ses œuvres.
L’événement majeur reste l'exposition de mai 1992 à la mairie du IXe arrondissement.
La galerie de la Scala, rue de la Boétie à Paris, lui consacrera à la suite une exposition particulière en novembre 1992.

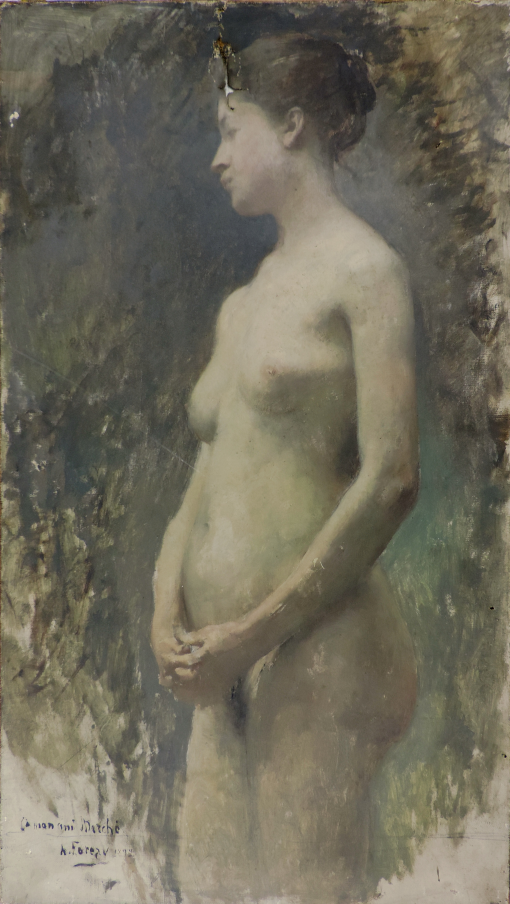
Étude de nu féminin, huile sur toile, 81 x 46 cm. Nemours, Château-Musée, 2021.0.247

Le musée d'Orsay, le Château-Musée de Nemours, le Cabinet des dessins du Louvre ainsi que le musée Carnavalet principalement possèdent certaines œuvres majeures.

## Style
Son style se caractérise par une technique rigoureuse, une intense observation ainsi qu'une ambiance raffinée et mélancolique.Certaines de ses œuvres pressentent fortement le mouvement symboliste qu'en fin lettré il a connu et transposé dans son art.
Il puise son inspiration dans la nature, les scènes champêtres ou de bords de mer, les parcs en particulier Versailles et ses allusions mythologiques. Il peint aussi Paris, le pont d'Auteuil, l'Institut, les bouquinistes, la place de l'Étoile.